# Центральное статистическое управление Ирландии
Центральное статистическое управление Ирландии (ЦСУИ; англ. Central Statistics Office, CSO; ирл. An Phríomh-Oifig Staidrimh /ənʲ ˈfʲɾʲiːw-ɛfʲəɟ st̪ˠadʲɾʲəw/ Ань-Фрив-Эфедь-Стадрев) — статистическое учреждение, ответственное за сбор «информации, связанной с экономической, общественной и общей деятельностью и условиями» в Республике Ирландия, в особенности за проведение национальных переписей, которые проводятся каждые пять лет.
ЦСУИ подотчётно премьер-министру Ирландии. Его главная контора располагается в городе Корк. Официально ЦСУИ было создано на основании Статистического акта 1993 года (Statistics Act, 1993) с целью сократить число отдельных учреждений, ответственных за сбор статистики для государства.
Фактически ЦСУИ существовало с июня 1939 года, как особый независимый отдел в рамках Департамента премьер-министра. Объём его работы существенно увеличился в последующие десятилетия, особенно присоединения Ирландии к Европейскому сообществу в 1973 году. До реформ 1939 года статистические сведения собирались Отделом статистики (Statistics Branch) Министерства труда, предпринимательства и инноваций после создания Ирландского Свободного государства в 1922 году. В Отдел статистики были объединены ряд организаций, собиравших статистические сведения с 1841 года, когда Королевской Ирландской полицией была проведена первая всеобщая перепись населения Ирландии.
В настоящее время генеральным директором ЦСУИ является Падрейг Далтон (Pádraig Dalton).